# Haute-Vienne
Haute-Vienne är ett franskt departement i regionen Nouvelle-Aquitaine. I den tidigare regionindelningen som gällde fram till 2015 tillhörde Haute-Vienne regionen Limousin. Huvudort är Limoges. Departementet har fått sitt namn efter floden Vienne. 